# Jerzy Lange
Jerzy Lange (ur. 7 grudnia 1923 w Warszawie, zm. 14 grudnia 2020 tamże) – polski chemik, wykładowca, powstaniec warszawski, ps. „Barski”, „Jurek, „Arsen”.

## Życiorys
Syn Franciszka i Janiny z d. Młodzianowskiej. Przed wojną uczył się w I Państwowym Gimnazjum i Liceum im. Stefana Batorego. Maturę zdał w 1942 w Technikum Chemicznym w Warszawie.
W czasie powstania warszawskiego brał udział w konspiracji: w Batalionie „Miotła” pluton „Sarmaka”, w Batalionie „Zośka” (od 2 sierpnia 1944) z przydziałem do 2 kompanii „Rudy” pluton „Felek”, od 19 sierpnia przeszedł do batalionu zapasowego „Igor”, od 9 września do oddziału saperskiego Batalionu „Czata 49”; uczestniczył w walkach na Woli, Starym Mieście, na Czerniakowie, Mokotowie i w Śródmieściu. Po powstaniu był w niemieckiej niewoli w stalagach: w VIIIF Lamsdorf, XVIIIC Markt Pongau i Stalagu XVIIIA Wolfsberg.
W 1946 wrócił do kraju, w 1952 ukończył studia chemiczne na Wydziale Chemicznym Politechniki Warszawskiej. Od 1982 był profesorem (specjalność: chemia związków biologicznie czynnych i technologia środków leczniczych) Wydziału Chemii Politechniki Warszawskiej, gdzie pełnił m.in. funkcję dziekana, był również dyrektorem Instytutu Technologii Organicznej (w latach 1985–1987).
Został pochowany na cmentarzu Powązkowskim w Warszawie (kwatera 151-2-4).

## Ordery i odznaczenia
- Krzyż Kawalerski Orderu Odrodzenia Polski
- Złoty Krzyż Zasługi